# Erich Jänisch
Erich Jänisch (* 19. Januar 1885 in Hamburg; † 4. Juli 1945 ebenda) war ein deutscher Lehrer und Schulleiter.

## Leben und Wirken
Erich Jänisch war der Sohn eines Bankprokuristen. Von 1891 bis 1894 besuchte er die Vorschule zweier höherer Bürgerschulen, anschließend für drei Jahre das Matthias-Claudius-Gymnasium und die Gelehrtenschule des Johanneums. Nach der erfolgreich absolvierten Reifeprüfung 1904 studierte er bis 1913 Deutsch, Englisch und Geschichte an der Universität Göttingen, der Universität München und der Universität Berlin. Nach dem Staatsexamen studierte er auch Kunst- und Musikgeschichte und Naturwissenschaften. Während des Ersten Weltkriegs musste Jänisch ab 1914 Kriegsdienst leisten, während dessen er am Oberschenkel verletzt wurde.
1918 erhielt Jänisch eine Stelle als Oberlehrer an der Realschule Winterhude, die sich zur Lichtwarkschule weiterentwickelte. Das reformpädagogische Konzept der Einrichtung sah einen gemeinsamen Unterricht von Jungen und Mädchen mit nur minimalen Schranken zwischen Schülern und Lehrkräften vor. 1924 übernahm Jänisch als gewählter Schulleiter die Führung der Schule. Während seiner Dienstzeit wurde am 20. April 1925 das nach Plänen von Fritz Schumacher errichtete Schulgebäude eröffnet.
1926 zog Jänisch mit seiner Ehefrau und vier Kindern nach Wohldorf. Im selben Jahr übernahm er die Leitung der Realschule für die Walddörfer. Basierend auf den an der Lichtwarkschule gesammelten Eindrücken plante Jänisch, eine optimierte Reformschule in Volksdorf einzurichten. Oberschulrat Wilhelm Oberdörffer unterstützte Jänisch und stellte ihn 1927 für mehrere Wochen vom Unterricht frei. Jänisch unternahm eine Studienreise, während der er 19 Schulen in England, Holland und Deutschland besuchte. Der Pädagoge erhoffte, somit Anregungen für den Bau einer Schule und Einblicke in moderne Lehrpraktiken erhalten zu können. Nach seiner Rückkehr verfasste er hierzu einen zwölfseitigen Bericht. Darin konstatierte er, dass die Schulen zwar äußerlich modern wirkten, die Anforderungen der Reformpädagogik jedoch nur unzureichend in die Praxis umsetzten. Basierend auf diesen Erkenntnissen erarbeitete er ein Konzept für ein neues Schulgebäude. Jänisch entwarf ein flaches, weitläufiges und helles Bauwerk, das für diese Zeit einmalig war.
Jänisch, der 1928 erneut zum Schulleiter der nun verstaatlichen Realschule gewählt wurde, stellte in der Folgezeit sein künftiges Lehrerkollegium nach seinen Vorstellungen zusammen. Als Stellvertreter wählte er Heino Hayungs, der von einer reformorientierten Aufbauschule kam und von der Jänisch weitere Lehrkräfte rekrutierte. Außerdem warb er Lehrkräfte der Lichtwarkschule ab. Gemeinsam stellten sie mehr als die Hälfte des Kollegiums. Am 10. April 1930 konnte die nach Plänen von Fritz Schumacher erbaute Walddörferschule eröffnet werden. Jänisch setzte dort ein Konzept um, das Schülern körperliche, geistige und musikalische Ausbildung ermöglichen sollte. Die Familien der Lehrkräfte bezog er dabei in seine Idee einer Lebensgemeinschaft Schule mit ein.
1933 ersetzte der Hamburger Senat im Nationalsozialismus die Schulleiter an Hamburgs Schulen durch regimetreue Personen. Jänisch, der nicht mit den Nationalsozialisten sympathisierte, trat von der Stelle des Schulleiters zurück, wechselte jedoch nicht auf einen Schulleiterposten an einer anderen Einrichtung, sondern arbeitete weiterhin als Lehrer an der Walddörferschule. Er hatte entscheidenden Anteil daran, dass an der Schule weiterhin eine freundliche Atmosphäre herrschte. 1940 verbot die Regierung die gemeinsame Bildung von Jungen und Mädchen und ordnete die Teilung der Schule an. Jänisch übernahm drei Jahre später die Stelle des zuvor verstorbenen Leiters der Mädchenschule. Als der Leiter der Jungenschule, Heino Hayungs, für längere Zeit krankheitsbedingt ausfiel, übernahm Jänisch kommissarisch auch dessen Aufgaben. Während der Operation Gomorrha blieb die Schule völlig unbeschädigt, sodass Jänisch die erste Lehrerkonferenz nach der Bombardierung leitete.
Erich Jänisch starb an den Folgen eines Verkehrsunfalls. Die Wiedereröffnung der Schule, die seit dem 30. Januar 1945 als Notkrankenhaus genutzt wurde, erlebte er nicht mehr. Die Schüler verabschiedeten sich von dem ehemaligen Schulleiter zwei Wochen später im Rahmen einer Feierstunde in der Aula der Schule.
Erich Jänisch ruht auf dem Friedhof Wohldorf (Grablage I 2).